# Gießhaus (Berlin)

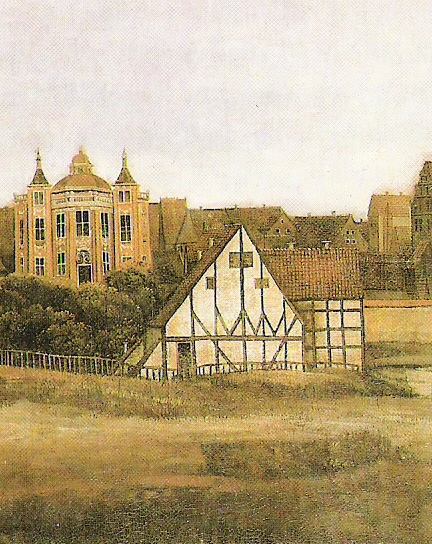
Das ursprüngliche Gießhaus war ein Fachwerkbau, der von einem Erdwall umgeben war. Im Hintergrund das Neue Lusthaus. Ausschnitt aus einem Gemälde von Jan Ruijscher, um 1657.

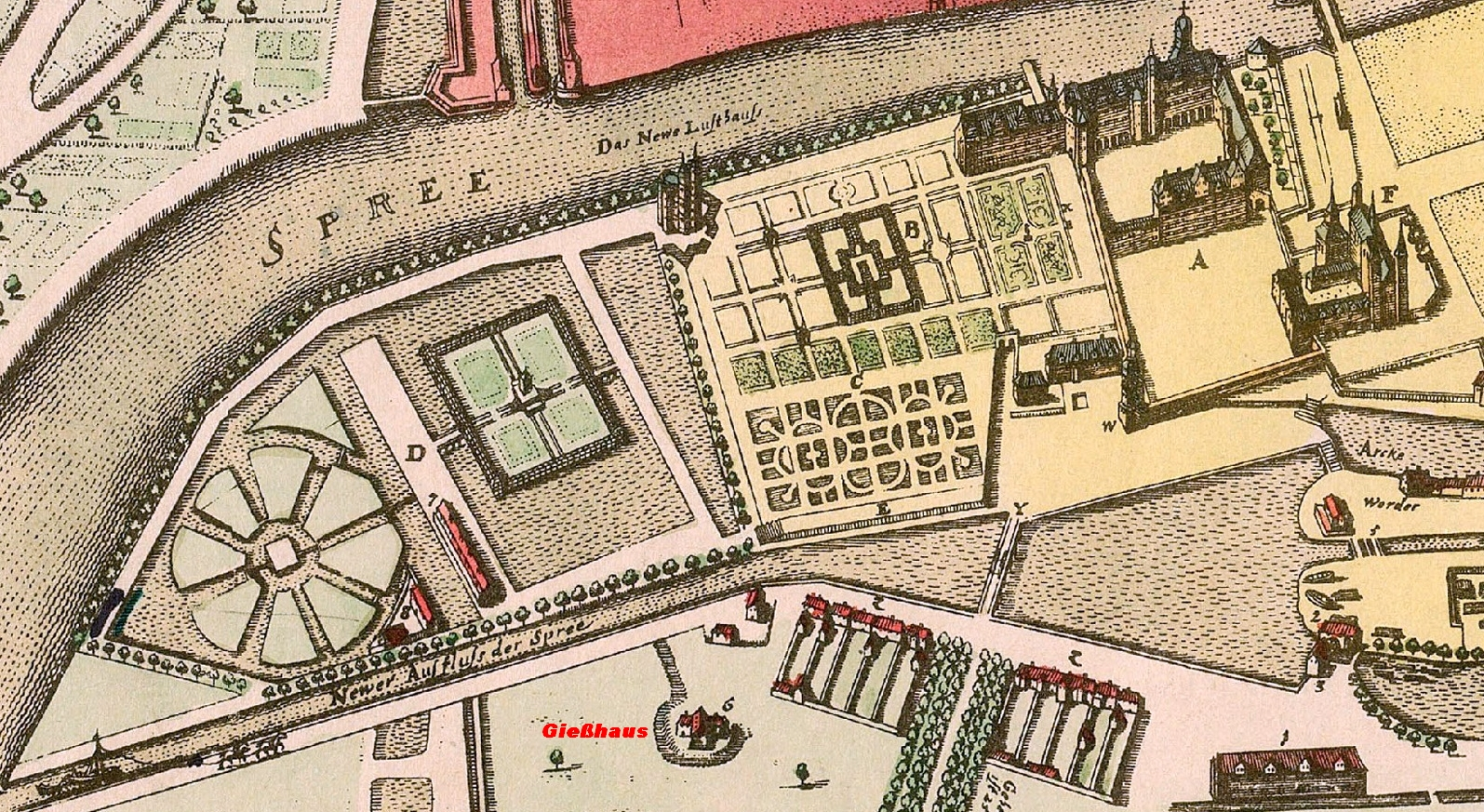
Lage des Gießhauses (Norden am linken Kartenrand). Ausschnitt aus dem Berlin-Plan von Johann Gregor Memhardt, um 1652.

Das kurfürstliche, später Königliche Gießhaus zu Berlin wurde 1645 auf Befehl Kurfürst Friedrich Wilhelms errichtet. Die Gießerei stellte einen Großteil der in der altpreußischen Armee (1644–1806) verwendeten Geschütze her. 1872 wurde das Gebäude abgerissen.

## Ein Fachwerkbau auf dem Friedrichswerder
Wegen seiner Feuergefährlichkeit wurde das Gießhaus außerhalb der damaligen Berliner Stadtmauern in einem ursprünglich nahezu unbewohnten Gelände im nördlichen Teil des später als Friedrichswerder bezeichneten Gebiets erbaut. Wie auf alten Abbildungen zu erkennen, war das als Fachwerkhaus errichtete Gebäude außerdem von einem schützenden Erdwall umgeben. Es lag in unmittelbarer Nähe eines Spreearmes, wodurch Zulieferungen und Transporte fertiger Produkte auf dem Wasserweg möglich waren.
Heute noch erinnert der Straßenname „Hinter dem Gießhaus“ an der Nordseite des ehemaligen Grundstücks an dieses Bauwerk.

## Neubau durch Andreas Schlüter

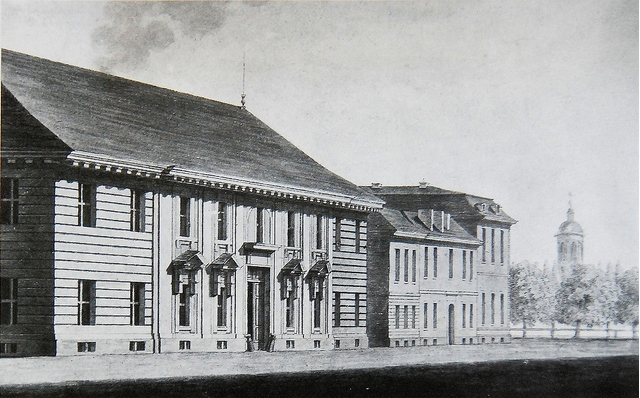
Ansicht des Berliner Gießhauses im 19. Jahrhundert (Architekt: Andreas Schlüter)

Nach einem Entwurf von Andreas Schlüter wurde 1698–1699 das Gießhaus in massivem Mauerwerk neu errichtet. Eine Neugestaltung und Modernisierung der gesamten Anlage war notwendig geworden, um das Gießhaus für die größeren Aufgaben, die es im werdenden Königreich Preußen erfüllen sollte, zu rüsten. Ganz in seiner Nähe wurde – ebenfalls unter der Bauleitung von Andreas Schlüter – das Zeughaus erbaut. Das Gießhaus dürfte maßgeblich die 1691 getroffene Entscheidung für den Standort des Zeughauses beeinflusst haben. Die neuen Geschütze konnten nun auf kürzestem Weg in das unmittelbar benachbarte Arsenal transportiert werden.

## Kanonen und Statuen

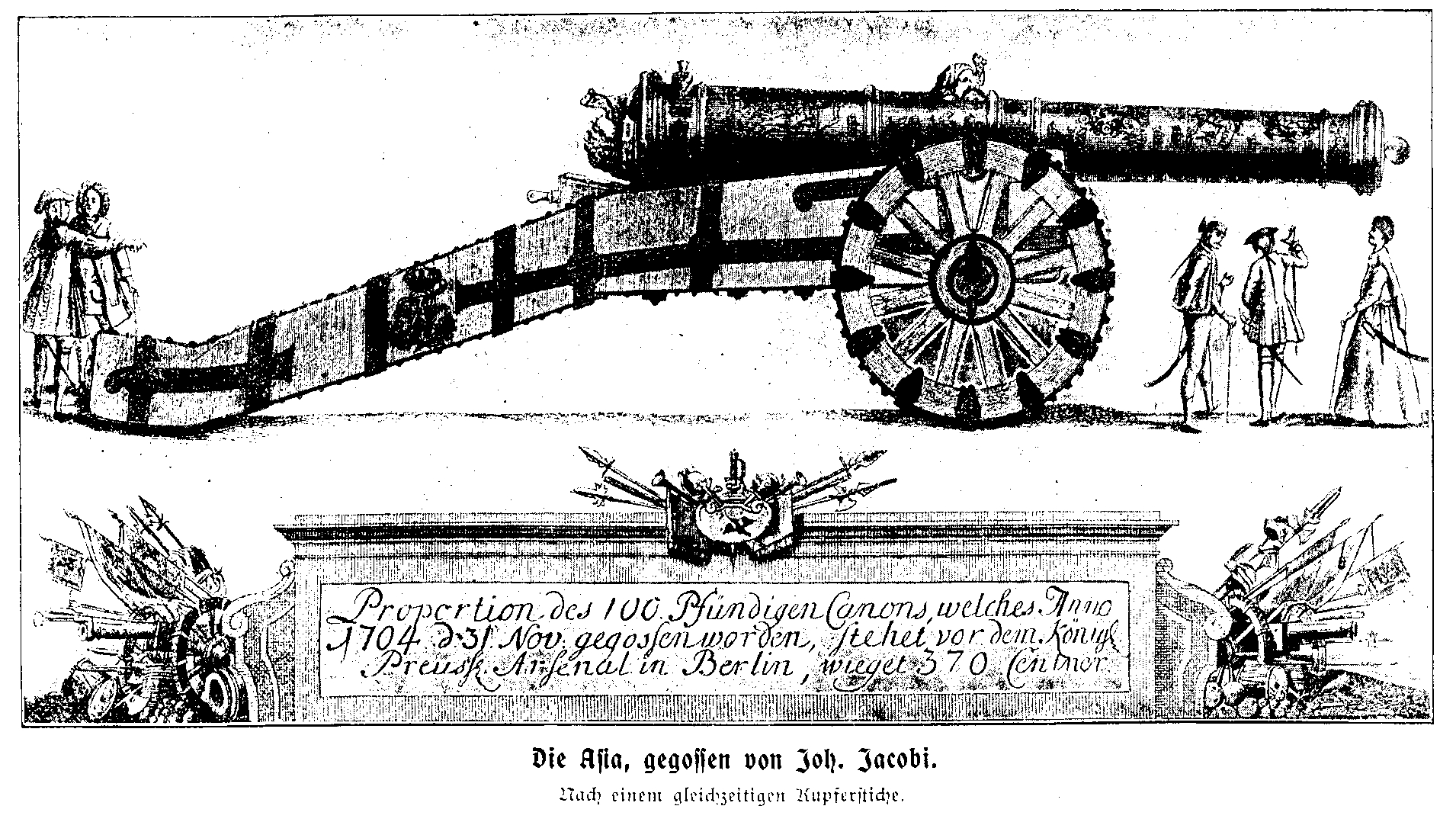
Die Riesenkanone Asia wurde 1704 von dem Königlichen Hof- und Artillerie-Gießer Johann Jacobi im Berliner Gießhaus angefertigt. Nach einem zeitgenössischen Kupferstich.

Nahezu alle preußischen Kanonen wurden in Berlin in dem hinter dem Zeughaus gelegenen Gießhaus angefertigt. Ab Juli 1743 wurden auch in Breslau und in geringerem Maße im neumärkischen Vietz Geschützrohre gegossen. Das für die Produktion verwendete Kupfer stammte aus Rothenburg an der Saale, das Zinn wurde aus Cornwall importiert. Neben dem militärischen Zweck erfüllte das Königliche Gießhaus auch zivile Aufgaben, so das Gießen von Statuen oder Glocken.
Unter den zahlreichen am Berliner Gießhaus tätigen Gießern ist Johann Jacobi hervorzuheben, der von 1697 bis zu seinem Tode 1726 als Königlicher Hof- und Artillerie-Gießer am Berliner Gießhaus tätig war. Er goss Andreas Schlüters monumentale Bildwerke wie das Reiterstandbild des Großen Kurfürsten im Jahr 1700 (heute vor dem Schloss Charlottenburg). 1704 fertigte er das 17,5 Tonnen schwere, hundertpfündige Prunk-Geschütz „Asia“, das weniger dem Gebrauch als der Repräsentation des preußischen Staates diente.

## Produktionszahlen 1698 bis 1786
| Geschütztyp                       | 1698 bis 1740         | 1741 bis 1762 | 1763 bis 1786 |
| --------------------------------- | --------------------- | ------------- | ------------- |
| ohne Kaliber                      | 46                    | 0             | 0             |
| Metallene Kanonen (3-24 pfündige) | 466                   | 862           | 1011          |
| Haubitzen (7-30 pfündige)         | 8                     | 118           | 219           |
| Mörser                            | 71 (+ 302 Handmörser) | 42            | 42            |

## Abriss 1872
1872 wurde das Gießhaus abgerissen: ein architektonischer Verlust, der von Fachleuten beklagt wird. Auf dem Gelände entstand ein Depot des Zeughauses.